# Bizovac

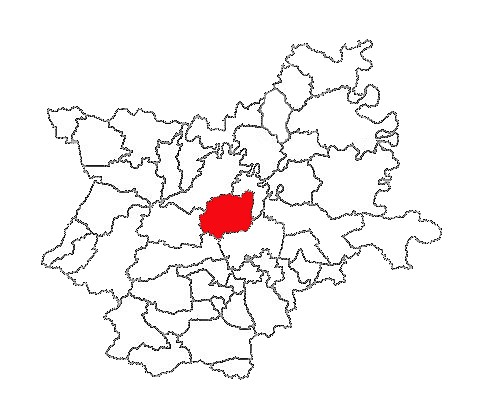
Lage der Gemeinde Bizovac in der Gespanschaft Osijek-Baranja

Bizovac ist eine Gemeinde in der kroatischen Gespanschaft Osijek-Baranja. Sie hat 3733 Einwohner (2021) und liegt nahe der Stadt Valpovo. Die Gemeinde Bizovac umfasst neben dem gleichnamigen Hauptort weitere sieben Ortschaften. Auf dem Gebiet der Gemeinde befindet sich die Thermalquelle Bizovačke Toplice.

## Siedlungen der Gemeinde
Laut der letzten Volkszählung von 2021 hatte die Gemeinde Bizovac mit allen Siedlungen zusammen 3454 Einwohner.
- Bizovac – 1713
- Brođanci – 454
- Cerovac – 10
- Cret Bizovački – 485
- Habjanovci – 375
- Novaki Bizovački – 180
- Samatovci – 509
- Selci – 7

## Geschichte
Die Gemeinde Bizovac war bereits in der Bronzezeit von Menschen besiedelt. Während den Ausgrabungen im Jahr 1895 auf einem Acker nahe des Ortes wurden zahlreiche archäologische Artefakte aus dieser Zeit gefunden. Zu den bedeutenden Funden gehörten unter anderem Armbänder, Reste von Schwertern, Dolche, Speere sowie Äxte. Des Weiteren wurden Brandspuren einer Feuerstelle entdeckt, die auf die Existenz der Urnenfelderkultur hinweisen.
Im 18. Jahrhundert und bis zum Ende des Ersten Weltkrieges gehörte der Ort zum Komitat Virovititz und im Jahr 1918 wurde die Region ein Teil der Gespanschaft Virovitica des neu entstandenen Staates der Slowenen, Kroaten und Serben. Kurze Zeit später gehörte Bizovac zum Königreich Jugoslawien.
Nach der Unabhängigkeit Kroatiens 1991 und dem darauffolgenden Kroatienkrieg wurde der Ort am 7. November 1991 von der Luftwaffe der Jugoslawischen Volksarmee angegriffen. Bei diesem Luftangriff kamen damals 9 Menschen ums Leben und weitere 24 wurden verletzt.

## Bevölkerung
| Bevölkerungsentwicklung | Bevölkerungsentwicklung | Bevölkerungsentwicklung | Bevölkerungsentwicklung | Bevölkerungsentwicklung | Bevölkerungsentwicklung | Bevölkerungsentwicklung | Bevölkerungsentwicklung | Bevölkerungsentwicklung | Bevölkerungsentwicklung | Bevölkerungsentwicklung | Bevölkerungsentwicklung | Bevölkerungsentwicklung | Bevölkerungsentwicklung | Bevölkerungsentwicklung | Bevölkerungsentwicklung | Bevölkerungsentwicklung |
| ----------------------- | ----------------------- | ----------------------- | ----------------------- | ----------------------- | ----------------------- | ----------------------- | ----------------------- | ----------------------- | ----------------------- | ----------------------- | ----------------------- | ----------------------- | ----------------------- | ----------------------- | ----------------------- | ----------------------- |
| 1857                    | [1869                   | 1880]                   | 1890                    | 1900                    | 1910                    | 1921                    | 1931                    | 1948                    | 1953                    | 1961                    | 1971                    | 1981                    | 1991                    | 2001                    | 2011                    | 2021                    |
| 1162                    | 1229                    | 1072                    | 1096                    | 1219                    | 1301                    | 1243                    | 1343                    | 1561                    | 1667                    | 1942                    | 1957                    | 2162                    | 2235                    | 2274                    | 2043                    | 1713                    |

## Kultur und Sehenswürdigkeiten
- Die katholische Kirche des Heiligen Matthäus wurde 1802 als einschiffiges Gotteshaus mit dreiseitigem Altarraum und dazugehöriger Sakristei erbaut. Im Jahr 2002 wurde die Kirche renoviert und um weitere Sakristeien erweitert.[7]
- Im Dorfzentrum von Bizovac befindet sich das Schloss Normann. Das Gebäude wurde Anfang des 19. Jahrhunderts erbaut und besteht aus einem Erdgeschoss mit zweiflügeligem Grundriss. Im Jahr 1852 wurde das Schloss durch einen Hofflügel erweitert und diente der Freiherrin Marijana Normann-Ehrenfels von Prandau als Wohnhaus.[8]
- Im Dorf gibt es zwei Scheunen, beide im 19. Jahrhundert aus Eichenholz erbaut, die viele handgeschnitzte Verzierungen enthalten.[9][10]

## Bildung
- Die Grundschule in Bizovac wurde bereits 1852 gegründet. Ein neues Schulgebäude mit zugehöriger Turnhalle wurde im Jahr 1979 fertiggestellt.[11]
- Der Bau des Kindergartens erfolgte im Jahr 1974 bei dem heute 52 Kinder von 3 bis 7 Jahren, bis zum Schuleintritt, betreut werden.

## Kulturvereine
Im kroatischen Vereinsregister „Registar udruga Republike Hrvatske“ sind 24 Vereine mit Sitz in Bizovac registriert (Stand: VIII/2023):
- Heimatverein der Likaner „Gacka“
- Kultur- und Kunstverein Bizovac
- Verein der Rentner der Gemeinde Bizovac
- Verband der Kleintierzüchter
- Verein zur Förderung christlicher Werte „Matheus“
- Jugendverein „Zentrum der Gemeinde Bizovac“
- Gesellschaft für Kunst und Kultur Bizovac
- Athletischer Sportverein Bizovac
- Kulturverband „Matica“ Bizovac
- Freiwillige Feuerwehr Bizovac
- Feuerwehrgemeinde Bizovac
- Verein „Ein Herz für Kinder“
- Verein „Slawonisches Obst“

## Sportvereine
- Radsportverein „Bizbike 17“
- Fischereiverein „Bandar“ Bizovac
- Volleyballverein der Frauen Bizovac
- Jagdverein „Fasan“
- Fußballverein „Mladost“
- Fußballverein „BSK“
- Fußballzentrum für Kinder und Jugendliche „BSK“
- Drachenfliegerverein „Schnelle Lerche“
- Verein für therapeutisches Reiten „Kune“
- Tischtennisverein Bizovac
- Schachklub „Mladost“